# 川平朝申
川平 朝申（かびら ちょうしん、1908年10月9日 - 1998年8月20日）は沖縄民政府の官僚、放送局経営者、民俗学者。戦後沖縄にはじめて日本語放送局(ラジオ)を開局し、戦後沖縄文化復興に貢献。
沖縄のアナウンサー第一号となり、後に沖縄放送協会会長となった川平朝清は実弟。
伊江御殿支流向氏伊江殿内の家系である（伊江殿内の家祖は御殿四世：向嘉続・伊江按司朝敷の四男、向和声・伊江朝叙。1835年に川平姓に改め川平殿内となる。）。

## 生涯
沖縄県立第二中学校（沖縄県立那覇高等学校）卒業。戦前、台湾総督府情報部でラジオ番組の制作に従事。戦争中、台湾軍に従軍。戦後、引き上げの際、大量の日本語図書を焼け野原になった沖縄に持ち帰る。親族の当山正堅沖縄民政府文化部長の縁で、芸術課長となる。日本語によるラジオ放送の復興に尽力。琉球放送局長、結核予防会会長など務める。

## 著書
- 『琉球王朝史』月刊沖縄社 1970
- 『沖縄県庶民史』月刊沖縄社 1974
- 『終戦後の沖縄文化行政史』など[2][1]
- 「ねむりむし じらぁ」（民話再生）福音館書店 初版1970年